# غايلز أ. لوتز
غايلز أ. لوتز (بالإنجليزية: Giles A. Lutz)‏ (1910 - 1982)؛ روائي أمريكي.